# Campionati del mondo di ciclismo su strada 1997 - Gara in linea maschile Elite
La gara in linea maschile Elite dei Campionati del mondo di ciclismo su strada 1997 è stata corsa il 12 ottobre 1997 in Spagna, con partenza ed arrivo a San Sebastián, su un percorso totale di 265,5 km. La gara fu vinta dal francese Laurent Brochard con il tempo di 6h16'48" alla media di 40,84 km/h, completarono il podio il danese Bo Hamburger e l'olandese Léon van Bon terzo.
Partenza con 152 ciclisti, dei quali 66 completarono la gara.

## Squadre e corridori partecipanti
| N.      | Cod. | Squadra     |
| ------- | ---- | ----------- |
| 1-13    | BEL  | Belgio      |
| 14-25   | SUI  | Svizzera    |
| 26-37   | ITA  | Italia      |
| 38-49   | FRA  | Francia     |
| 50-61   | DEN  | Danimarca   |
| 62-67   | USA  | Stati Uniti |
| 68-79   | ESP  | Spagna      |
| 80-89   | RUS  | Russia      |
| 90-101  | GER  | Germania    |
| 102-113 | NLD  | Paesi Bassi |
| 114-121 | GBR  | Regno Unito |
| 122-125 | SWE  | Svezia      |
| 126     | YUG  | Yugoslavia  |

| N.      | Cod. | Squadra         |
| ------- | ---- | --------------- |
| 127-128 | CZE  | Repubblica Ceca |
| 129     | LAT  | Lettonia        |
| 130-133 | AUS  | Australia       |
| 134-141 | COL  | Colombia        |
| 142     | MEX  | Messico         |
| 143-148 | UKR  | Ukraina         |
| 149-150 | EST  | Estonia         |
| 151     | LTU  | Lituania        |
| 152-153 | CAN  | Canada          |
| 154-161 | POL  | Polonia         |
| 162     | MDA  | Moldavia        |
| 163     | SVN  | Slovenia        |

## Ordine d'arrivo (Top 10)
| Pos. | Corridore        | Squadra     | Tempo    |
| ---- | ---------------- | ----------- | -------- |
| 1    | Laurent Brochard | Francia     | 6h16'48" |
| 2    | Bo Hamburger     | Danimarca   | s.t.     |
| 3    | Léon van Bon     | Paesi Bassi | s.t.     |
| 4    | Udo Bölts        | Germania    | s.t.     |
| 5    | Melchor Mauri    | Spagna      | s.t.     |
| 6    | Laurent Dufaux   | Svizzera    | s.t.     |
| 7    | Lauri Aus        | Estonia     | a 9"     |
| 8    | Johan Museeuw    | Belgio      | a 16"    |
| 9    | Glenn Magnusson  | Svezia      | s.t.     |
| 10   | Michele Bartoli  | Italia      | s.t.     |